# Selección femenina de balonmano de Angola
La selección femenina de balonmano de Angola es el equipo femenino de balonmano que representa a Angola en las competiciones internacionales. Es gobernada por la Federação Angolana de Andebol. La selección ha disputado 18 ediciones del Campeonato Africano y resultó 11 veces campeón de África. 

## Resultados

### Juegos Olímpicos
| Sede                | Ronda            | Posición   | PJ         | G          | E          | P          | GF         | GC         | DG         |            |
| ------------------- | ---------------- | ---------- | ---------- | ---------- | ---------- | ---------- | ---------- | ---------- | ---------- | ---------- |
| 1976 Montreal       | No ingresó       | No ingresó | No ingresó | No ingresó | No ingresó | No ingresó | No ingresó | No ingresó | No ingresó | No ingresó |
| 1980 Moscú          | No ingresó       | No ingresó | No ingresó | No ingresó | No ingresó | No ingresó | No ingresó | No ingresó | No ingresó | No ingresó |
| 1984 Los Ángeles    | No ingresó       | No ingresó | No ingresó | No ingresó | No ingresó | No ingresó | No ingresó | No ingresó | No ingresó | No ingresó |
| 1988 Seúl           | No ingresó       | No ingresó | No ingresó | No ingresó | No ingresó | No ingresó | No ingresó | No ingresó | No ingresó | No ingresó |
| 1992 Barcelona      | No ingresó       | No ingresó | No ingresó | No ingresó | No ingresó | No ingresó | No ingresó | No ingresó | No ingresó | No ingresó |
| 1996 Atlanta        |                  | 7.ª de 8   | 3          | 0          | 0          | 3          | 49         | 82         | -33        |            |
| 2000 Sídney         |                  | 9.ª de 10  | 5          | 1          | 0          | 4          | 124        | 155        | -61        |            |
| 2004 Atenas         |                  | 9.ª de 10  | 5          | 1          | 1          | 3          | 135        | 154        | -19        |            |
| 2008 Pekín          |                  | 12.ª de 12 | 5          | 0          | 1          | 4          | 109        | 147        | -38        |            |
| 2012 Londres        |                  | 10.ª de 12 | 5          | 1          | 0          | 4          | 132        | 142        | -10        |            |
| 2016 Río de Janeiro | Cuartos de final | 8.ª de 12  | 6          | 2          | 0          | 4          | 143        | 159        | -16        |            |
| 2020 Tokio          | Fase de grupos   | 10.ª de 12 | 5          | 1          | 1          | 3          | 130        | 156        | -26        |            |
| Total               | 7/12             | 0 títulos  | 34         | 6          | 3          | 26         | 822        | 995        | -173       |            |

### Campeonato Mundial
| Año   | Ronda            | Posición     | PJ           | G            | E            | P            | GF           | GC           | DG           |
| ----- | ---------------- | ------------ | ------------ | ------------ | ------------ | ------------ | ------------ | ------------ | ------------ |
| 1982  | No participó     | No participó | No participó | No participó | No participó | No participó | No participó | No participó | No participó |
| 1986  | No participó     | No participó | No participó | No participó | No participó | No participó | No participó | No participó | No participó |
| 1990  | 1/16             | 16.ª         | 6            | 0            | 0            | 6            | 93           | 155          | −62          |
| 1993  | 1/16             | 16.ª         | 6            | 0            | 0            | 6            | 103          | 164          | −61          |
| 1995  | 1/16             | 16.ª         | 7            | 1            | 0            | 6            | 137          | 198          | −61          |
| 1997  | 1/16             | 15.ª         | 6            | 1            | 1            | 4            | 148          | 173          | −25          |
| 1999  | 1/16             | 15.ª         | 6            | 1            | 2            | 3            | 131          | 158          | −27          |
| 2001  | 1/16             | 13.ª         | 6            | 2            | 0            | 4            | 144          | 146          | −2           |
| 2003  |                  | 17.ª         | 5            | 1            | 0            | 4            | 119          | 120          | −1           |
| 2005  | 1/16             | 16.ª         | 5            | 2            | 0            | 3            | 167          | 140          | +27          |
| 2007  | Cuartos de final | 7.ª          | 8            | 4            | 0            | 4            | 252          | 265          | −13          |
| 2009  | 1/16             | 11.ª         | 6            | 2            | 0            | 4            | 141          | 157          | −16          |
| 2011  | Cuartos de final | 8.ª          | 9            | 4            | 0            | 5            | 242          | 259          | −17          |
| 2013  | 1/16             | 16.ª         | 6            | 2            | 0            | 4            | 156          | 152          | +4           |
| 2015  | 1/16             | 16.ª         | 6            | 2            | 0            | 4            | 172          | 193          | −21          |
| 2017  | Fase de grupos   | 19.ª         | 7            | 2            | 0            | 5            | 190          | 198          | -8           |
| 2019  | Fase de grupos   | 15.ª         | 7            | 3            | 0            | 4            | 197          | 206          | -9           |
| 2021  | Fase de grupos   | 25.ª         | 7            | 4            | 1            | 2            | 216          | 149          | +67          |
| Total | 16/20            | 0 títulos    | 97           | 31           | 4            | 62           | 2608         | 2833         | −225         |

### Campeonato Africano
| Año                | Ronda       | Posición   | PJ                   | G                    | E                    | P                    | GF                   | GC                   | DG                   |
| ------------------ | ----------- | ---------- | -------------------- | -------------------- | -------------------- | -------------------- | -------------------- | -------------------- | -------------------- |
| 1981               | QF          | 7.ª        | datos no disponibles | datos no disponibles | datos no disponibles | datos no disponibles | datos no disponibles | datos no disponibles | datos no disponibles |
| 1983               | QF          | 6.ª        | datos no disponibles | datos no disponibles | datos no disponibles | datos no disponibles | datos no disponibles | datos no disponibles | datos no disponibles |
| 1985               | QF          | 5.ª        | datos no disponibles | datos no disponibles | datos no disponibles | datos no disponibles | datos no disponibles | datos no disponibles | datos no disponibles |
| 1987               | QF          | 5.ª        | datos no disponibles | datos no disponibles | datos no disponibles | datos no disponibles | datos no disponibles | datos no disponibles | datos no disponibles |
| 1989               | Final       | 1.ª        | datos no disponibles | datos no disponibles | datos no disponibles | datos no disponibles | datos no disponibles | datos no disponibles | datos no disponibles |
| 1991               | Final       | 2.ª        | datos no disponibles | datos no disponibles | datos no disponibles | datos no disponibles | datos no disponibles | datos no disponibles | datos no disponibles |
| 1992               | Final       | 1.ª        | datos no disponibles | datos no disponibles | datos no disponibles | datos no disponibles | datos no disponibles | datos no disponibles | datos no disponibles |
| 1994               | Final       | 1.ª        | datos no disponibles | datos no disponibles | datos no disponibles | datos no disponibles | datos no disponibles | datos no disponibles | datos no disponibles |
| 1996               | Final       | 3.ª        | 5                    | 3                    | 0                    | 2                    | 135                  | 118                  | +17                  |
| 1998               | Final       | 1.ª        | 4                    | 4                    | 0                    | 0                    | 127                  | 80                   | +47                  |
| 2000               | Final       | 1.ª        | 5                    | 5                    | 0                    | 0                    | 136                  | 101                  | +35                  |
| 2002               | Final       | 1.ª        | 6                    | 6                    | 0                    | 0                    | 183                  | 115                  | +68                  |
| El Cairo 2004      | Final       | 1.ª        | 5                    | 4                    | 0                    | 1                    | 159                  | 118                  | +41                  |
| Túnez/Radès 2006   | Final       | 1.ª        | 5                    | 4                    | 0                    | 1                    | 177                  | 112                  | +65                  |
| tres ciudades 2008 | Final       | 1.ª        | 5                    | 5                    | 0                    | 0                    | 193                  | 116                  | +77                  |
| El Cairo/Suez 2010 | Final       | 1.ª        | 6                    | 5                    | 1                    | 0                    | 169                  | 132                  | +37                  |
| Salé 2012          | Final       | 1.ª        | 7                    | 7                    | 0                    | 0                    | 231                  | 142                  | +89                  |
| Argel 2014         | Semifinales | 3.ª        | 6                    | 5                    | 0                    | 1                    | 190                  | 127                  | +63                  |
| Luanda 2016        | Final       | 1.ª        | 7                    | 7                    | 0                    | 0                    | 245                  | 124                  | +121                 |
| Brazzaville 2018   | Final       | 1.ª        | 7                    | 7                    | 0                    | 0                    | 240                  | 121                  | +119                 |
| Yaundé 2021        | Final       | 1.ª        | 5                    | 5                    | 0                    | 0                    | 149                  | 96                   | +53                  |
| Total              | 21/24       | 14 títulos | 85                   | 72                   | 1                    | 12                   | 2533                 | 1722                 | +801                 |